# Den Grønne Mil (film)
 For alternative betydninger, se Den Grønne Mil. (Se også artikler, som begynder med Den Grønne Mil)
Den Grønne Mil er en Oscar-nomineret dramafilm fra 1999, baseret på Stephen Kings roman af samme navn fra 1996. Filmen er instrueret af Frank Darabont og har Tom Hanks og Michael Clarke Duncan i hovedrollerne. Filmen er fortalt i flashback, og foregår derfor hovedsageligt 1930'erne, hvor man følger Paul Edgecomb i sit job som fængselsbetjent på dødsgangen, hvor de dødsdømte fanger er fængslet. I 2000 blev filmen nomineret til fire oscars (bedste mandlige birolle, bedste film, bedste lyd samt bedste filmatisering) men vandt ingen.

## Handling
Filmen er fortalt i flashback af den 108 år gamle Paul Edgecomb (Dabbs Greer), som bor på et plejehjem. Han fortæller en veninde om sommeren 1935, da han arbejdede som fængselsbetjent i en blok for dødsdømte fanger i det fiktive fængsel Louisiana's Cold Mountain Penitentiary. Blokken går under navnet Den grønne mil, idet de fanger, som skal henrettes, går på en strækning med grøn linoleum, på vej til den elektriske stol. Fængslet havde på daværende tidspunkt to fanger: indianeren Arlen Bitterburk og franskmanden Eduard "Del" Delacroix (spillet af henholdsvis Graham Greene og Michael Jeter). Da der kun er to fanger, er der en del ledige celler, blandt andet en isolationscelle kaldet gummicellen, som for tiden bliver brugt som opbevaringsrum for ubenyttede møbler og lignende.
Udover Paul Edgecomb (som ung spillet af Tom Hanks), som leder blokken, er Brutus "Brutal" Howell (David Morse), Dean Stanton (Barry Pepper), Harry Terwilliger (Jeffrey DeMunn) og Percy Wetmore (Doug Hutchison) ansat som fængselsbetjente. Sidstnævnte er meget kynisk og sadistisk, og praler af, at hans tante er gift med statens guvernør. Fængslets opsynsmand, Harold "Hal" Moores' (James Cromwell) personlige liv hører man meget om i filmen, idet hans kone, Melinda Moores (Patricia Clarkson), er meget syg.
En dag ankommer en ny fange. Han er en omtrent 2,13 meter høj afro-amerikaner ved navn John Coffey, som er kendt skyldig i at have voldtaget og myrdet to unge piger. De forudfattede meninger om John Coffey, som blandt andet er skabt på baggrund af hans enorme størrelse, viser sig hurtigt at være ukorrekte, idet John er bange for mørke og henvender sig høfligt til fængselsbetjentene. Kort efter Johns ankomst opdager betjentene en mus, som løber rundt i gangen mellem blokkens celler. Musen viser sig at være meget tam og dristig, og bevæger sig derfor tæt på betjentene. I deres forsøg på at fange den, løber den ind under døren til den isolerede gummicelle. Betjentene beslutter sig så for at rydde ud i cellen og fange musen, men efter megen asen viser musen sig at være forsvundet, til trods for at døren hele tiden var under bevogtning. Efter nogen tid viser musen sig igen for Percy, hvorefter den løber ind i gummicellen igen. Percy beslutter at gentage forsøget på at fange den, men musen er atter forsvundet, da gummicellen er blevet ryddet.
Herefter skal Arlen gå den grønne mil, og henrettes i den elektriske stol. Inden da havde betjentene foretaget en generalprøve, hvor en mand kaldet Toot-toot repræsenterer den dødsdømte, som bliver spændt fast i stolen. Ved prøven gennemgår de hele programmet for den relativt nye Percy. Eksempelvis forklarer de ham, at man putter en våd svamp ind under hjelmen på den dødsdømte, så strømmen løber lige gennem hovedet.
Endnu en ny fange ved navn William "Wild Bill" Wharton (Sam Rockwell) ankommer en dag. Han er idømt dødsstraf for at have dræbt tre personer ved et røveri. Fængselsbetjentene kører da hen for at hente ham på det nærliggende psykiatriske hospital kaldet Briar Ridge. Her finder de ham som en savlende, åndsforladt mand, som ikke just ligner en morder. Han er end ikke i stand til selv at tage tøj på, hvorfor betjentene må iklæde ham hans fangedragt. Dog viser det sig, da han og betjentene træder ind i blokken, at han blot lod som om han var psykisk syg, og han slår betjentene ned, og forsøger at kvæle betjent Dean. Han sparker desuden Paul i skridtet, som i forvejen lider af en urinvejsinfektion, og flere gange i filmen er set 'tisse glasskår'. Han beordrer da Percy til at slå på den nyankomne fange med sin knippel, men Percy tøver. Heldigvis ankommer betjent Brutus, der bliver beskrevet som 'et stort brød', i rette tid til at redde betjent Dean. Derefter går alle betjente, og Wild Bill bliver slæbt væk, mens Paul ligger og vrider sig på gulvet af smerte. Da siger John Coffey fra sin celle, at Paul skal komme over til ham. Paul går over til ham, og John trækker ham tæt til tremmerne, og griber fat i hans skridt. Lamperne i fængslet begynder at lyse meget kraftigere, og John begynder at harke. Derpå hoster han en masse fnug-lignende ting op, som hurtigt forsvinder i luften. Han er nu kureret for sin urinvejsinfektion. Derhjemme fortæller Paul til sin kone, Jan Edgecomb (Bonnie Hunt), at han har været til lægen. Han forklarer imidlertid senere, hvad der i virkeligheden er hændt. Derpå laver hun noget majsbrød til John Coffey.
En anden dag på arbejdet, kan Paul pludselig høre latter fra en af cellerne. Det er Del, som leger med musen, som de førhen havde forsøgt at fange. Han får den til at lave kunster og døber den Mr. Jingles. Del spørger om lov til at få en æske, som Mr. Jingles kan sove i. Percy, som har et dårligt forhold til Del, finder til de øvrige betjentes forbavselse straks en cigaræske, som han forer med vat.
En dag da betjent Harry Terwilliger går forbi Wild Bills celle, tisser Wild Bill på ham. Derpå oversprøjter betjentene Wild Bill med vand og putter ham i spændetrøje, for at lukke ham inde i gummicellen for en stund.
Senere, da Percy går forbi cellerne, griber Wild Bill fat i ham, og trækker ham mod tremmerne. Paul griber sin pistol, men Wild Bill holder Percy op foran sig. Da han omsider slipper Percy løs, tisser Percy i bukserne af skræk. Dette håner Del ham med. Percy siger da, at hvis nogen nogensinde ville få nys om episoden, ville han få álle betjentene fyret med hjælp fra sine gode forbindelser.
Senere ses Paul sidde og tale med Del i Dels celle, mens de øvrige betjente bevogter cellen. Mens de taler, får Del Mr. Jingles til at foretage kunster. De snakker om, hvad der skal ske med Mr. Jingles, når Del er blevet henrettet. Betjentene ser hvor glad Del er blevet for musen, og opdigter derfor byen Musestrup i Florida, som de foreslår, musen kunne leve i. De forklarer, at Musestrup er et telt, hvor masser af mus viser kunster. Idet Del kaster et rør, som Mr. Jingles skal trille tilbage til ham, ruller røret uden for cellen, og musen følger med. Netop som Mr. Jingles når uden for cellen, tramper Percy hårdt ned på den, så den dør omgående. Del, som betrager musen som sin ven, bryder i gråd, mens de øvrige betjente ikke helt er klar over, hvad de skal gøre. Da siger John, at de skal give ham musen, før det er for sent. Betjentene er skeptiske, med undtagelse af Paul, som leverer musen til John. John omslutter musen med sine hænder og sætter hænderne op til munden. Igen begynder lamperne at lyse op, og musen bliver genoplivet, hvorpå John hoster de samme fnug-ligndende genstande op.
I mellemtiden har Paul snakket med fængslets opsynsmand Hal, som har været til lægen med sin syge kone. Lægen har kunnet konstatere, at Melinda har fået en hjernesvulst på størrelse med en citron. Det betyder, at hun snart skal dø. I fængslet er Wild Bill endnu engang blevet installeret i gummicellen for en stund, fordi han har spyttet tærte ud over Brutus.
Snart skal også Del henrettes, og Percy har fået lov til at stå for henrettelsen, mod at han siger op næste dag og søger arbejde på Briar Ridge psykiatriske hospital. Inden Del går den grønne mil, giver han Mr. Jingles til John. Netop som Del bliver spændt fast i den elektriske stol, siger han „husk Musestrup“ til Paul. Da afslører Percy, at der ikke er noget sted kaldet Musestrup. Desuden undlader Percy i smug at gøre svampen våd, fordi han ikke bryder sig om Del. Da strømmen så bliver tændt, bliver det en meget smertefuld henrettelse for Del, som bliver udsat for en langsom død, da han bliver forbrændt. Selv om John forbliver i sin celle, kan han fornemme hvad der foregår, og han begynder selv at ryste, som havde han også strøm igennem sig. Mr. Jingles, som han har i hænderne, bliver bange og flygter. Efter henrettelsen bliver betjentene meget vrede på Percy, som forsøger at forklare, at han ikke anede, svampen skulle være våd. Men Paul beskytter ham, idet Percy alligevel havde lovet, at han snart ville forlade fængslet, så de ikke ville få flere problemer med ham.
Til et gilde forklarer Paul til de øvrige betjente, hvordan John kurerede hans urinvejsinfektion, og han foreslår, at de bryder reglerne, og lader John kurere Hals kone, som snart skal dø. Der bliver diskuteret frem og tilbage, og til sidst indgår de alle i aftalen, men de aftaler også, at de ikke vil informere hverken Hal eller hans kone.
Den nat putter de Percy i spændetrøje og lukker ham inde i gummicellen, for det han har gjort mod Del, og fordi han ikke skal være i stand til at sladre, når de gennemfører deres plan. Derefter lukker de John ud. Da de går forbi cellerne, griber Wild Bill fat i Johns arm. John bliver pludselig meget urolig. Derefter kører de ham over til Hals hus. Hal vågner ved støjen fra bilen, og kommer ud til dem. Han er meget usikker på situationen, men går ikke desto mindre med til at gøre forsøget på at redde sin kone. John går da op ad trapperne, taler til Hals kone og kurerer hende. Men denne gang hoster han ikke fnug op. Derefter kører de hjem til fængslet igen, og John bliver sat ind i sin celle. Percy bliver da lukket ud af gummicellen. Men idet han går forbi Johns celle, griber John fat i ham, og hoster fnuggene ind i Percys mund. Da John sætter Percy ned igen, virker Percy helt hjernedød. Han ænser ikke de andre betjente, men går hen foran Wild Bills celle og skyder ham adskillige gange i maven. Wild Bill dør, og Percy falder sammen. Da spørger Paul John hvorfor han hostede fnuggene ind i Percy, og forårsagede dramaet, og John forklarer, at han straffede dem begge for deres ugerninger. Han siger da til Paul, at han skal tage ham i hånden, hvis han ønsker at se hvad Wild Bill havde gjort. Paul tager Johns hånd, og ser det samme, som John har været i stand til at se, siden Bill greb hans arm. De ser Bill i arbejde hos den mand, hvis to piger blev myrdet. De ser hvordan Bill en nat sneg sig ind på pigernes værelse, og sagde, at han ville dræbe den ene, hvis den anden sagde så meget som en lyd. Derefter tog Bill dem ud i skoven, hvor han voldtog dem og myrdede dem, hvor John senere fandt dem. Da John ankom var der desværre gået for lang tid, til at pigerne kunne blive genoplivet.
Percy, som nu er blevet hjernedød, ender på Briar Ridge – som patient. Samtidig nærmer datoen for Johns henrettelse sig. Paul siger da, at han vil gå med til at lade John flygte, men John vil ikke. Så spørger Paul, hvad han skulle sige, når han en dag stod foran Gud, og skulle svare på, hvorfor han dræbte et af Guds mirakler. Skulle han sige, at han gjorde det på grund af sit job? Men John siger, at han skal fortælle, at han gjorde det af venlighed, og John forklarer så, at han er træt af at leve i en verden af folk, som er onde mod hinanden. Dog får John visse ønsker opfyldt: han får sig et sidste måltid med mad, han elsker, og han får lov at se en film. Ved henrettelsen beder John om lov til ikke at få en hætte over hovedet, fordi han er så bange for mørke. Det får han lov til, og betjentene lader strømmen løbe igennem ham, til han er død. Dagen efter ser Paul igen Mr. Jingles, og han tager musen til sig.
Da slutter flashbacket, og man ser atter Paul på plejehjemmet sammen med sin veninde. Paul følger da veninden til sin hytte, og viser hende Mr. Jingles, som underligt nok ikke er død endnu. Paul siger så, at han tror, at han som straf for at have dræbt et af Guds mirakler, skal blive meget gammel. Han er imidlertid sikker på, at han ikke er udødelig, men at han bare vil dø i en høj alder. Han siger også, at Mr. Jingles har kunnet overleve så længe, fordi nogle af Johns fantastiske evner strømmede ind i den, da den sad i Johns hænder under Dels henrettelse.

## Medvirkende
| Skuespiller           | Rolle                          |
| --------------------- | ------------------------------ |
| Tom Hanks             | Fængselsbetjent Paul Edgecomb  |
| Dabbs Greer           | Gamle Paul Edgecomb            |
| Michael Clarke Duncan | John Coffey                    |
| David Morse           | Betjent Brutus “Brutal” Howell |
| Doug Hutchison        | Percy Wetmore                  |
| Barry Pepper          | Betjent Dean Stanton           |
| Jeffrey DeMunn        | Harry Terwilliger              |
| Sam Rockwell          | William “Wild Bill” Wharton    |
| Michael Jeter         | Eduard “Del” Delacroix         |
| Graham Greene         | Arlen Bitterbuck               |
| Bonnie Hunt           | Jan Edgecomb                   |
| James Cromwell        | Opsynsmand Hal Moores          |
| Patricia Clarkson     | Melinda Moores                 |
| Bill McKinney         | Jack Van Hay                   |
| William Sadler        | Klaus Detterick                |
| Gary Sinise           | Burt Hammersmith               |
| Harry Dean Stanton    | Toot-Toot                      |
| Eve Brent             | Elaine Connelly                |
| Brent Briscoe         | Bill Dodge                     |
| Brian Libby           | Sherif McGee                   |

## Priser og nomineringer

### 1999Academy Awards(Oscars)
| Opnåede status | Pris                    | Vedkommende person                                           |
| -------------- | ----------------------- | ------------------------------------------------------------ |
| Nomineret      | Bedste mandlige birolle | Michael Clarke Duncan                                        |
| Nomineret      | Bedste film             | David Valdes Frank Darabont                                  |
| Nomineret      | Bedste lyd              | Robert J. Litt Elliot Tyson Michael Herbick Willie D. Burton |
| Nomineret      | Bedste filmatisering    | Frank Darabont                                               |

### 2000Saturn Awards
| Opnåede status | Pris                      | Vedkommende person    |
| -------------- | ------------------------- | --------------------- |
| Vundet         | Bedste mandlige birolle   | Michael Clarke Duncan |
| Vundet         | Bedste kvindelige birolle | Patricia Clarkson     |
| Nomineret      | Bedste instruktør         | Frank Darabont        |
| Nomineret      | Bedste musik              | Thomas Newman         |

### 2000BMI Film & TV Awards
| Opnåede status | Pris                 | Vedkommende person |
| -------------- | -------------------- | ------------------ |
| Vundet         | BMI Film Music Award | Thomas Newman      |

### 2000Black Reel Awards
| Opnåede status | Pris                    | Vedkommende person    |
| -------------- | ----------------------- | --------------------- |
| Vundet         | Bedste mandlige birolle | Michael Clarke Duncan |

### 2000Blockbuster Entertainment Awards
| Opnåede status | Pris                      | Vedkommende person    |
| -------------- | ------------------------- | --------------------- |
| Vundet         | Favorit-skuespiller       | Tom Hanks             |
| Nomineret      | Bedste mandlige birolle   | Michael Clarke Duncan |
| Nomineret      | Bedste kvindelige birolle | Bonnie Hunt           |

### 2000Bram Stoker Awards
| Opnåede status | Pris              | Vedkommende person |
| -------------- | ----------------- | ------------------ |
| Nomineret      | Bedste manuskript | Frank Darabont     |

### 2000Broadcast Film Critics Association Awards
| Opnåede status | Pris                    | Vedkommende person    |
| -------------- | ----------------------- | --------------------- |
| Vundet         | Bedste filmatisering    | Frank Darabont        |
| Vundet         | Bedste mandlige birolle | Michael Clarke Duncan |
| Nomineret      | Bedste film             |                       |

### 2000Chicago Film Critics Association Awards
| Opnåede status | Pris                       | Vedkommende person    |
| -------------- | -------------------------- | --------------------- |
| Nomineret      | Bedste mandlige birolle    | Michael Clarke Duncan |
| Nomineret      | Bedste lovende skuespiller | Michael Clarke Duncan |

### 2000Directors Guild of America
| Opnåede status | Pris                              | Vedkommende person |
| -------------- | --------------------------------- | ------------------ |
| Nomineret      | Fremragende instruktør-præstation | Frank Darabont     |

### 2000Golden Globe Awards
| Opnåede status | Pris                    | Vedkommende person    |
| -------------- | ----------------------- | --------------------- |
| Nomineret      | Bedste mandlige birolle | Michael Clarke Duncan |

### 2000Image Awards
| Opnåede status | Pris                           | Vedkommende person    |
| -------------- | ------------------------------ | --------------------- |
| Nomineret      | Fremragende birolle-præstation | Michael Clarke Duncan |

### 2000MTV Movie Awards
| Opnåede status | Pris                       | Vedkommende person    |
| -------------- | -------------------------- | --------------------- |
| Nomineret      | Bedste mandlige gennembrud | Michael Clarke Duncan |

### 2000Motion Picture Sound Editor
| Opnåede status | Pris                                | Vedkommende person                                                               |
| -------------- | ----------------------------------- | -------------------------------------------------------------------------------- |
| Nomineret      | Bedste lydredigering - Dialog & ADR | Mark A. Mangini Julia Evershade                                                  |
| Nomineret      | Bedste lydredigering - Effekter     | Mark A. Mangini Aaron Glascock Howell Gibbens David E. Stone Solange S. Schwalbe |

### 2000People’s Choice Awards
| Opnåede status | Pris                   |
| -------------- | ---------------------- |
| Vundet         | Bedste all-around-film |
| Vundet         | Bedste dramatiske film |

### 2000Screen Actors Guild Awards
| Opnåede status | Pris                                       | Vedkommende person    |
| -------------- | ------------------------------------------ | --------------------- |
| Nomineret      | Fremragende præstation af rollebesætning   |                       |
| Nomineret      | Fremragende præstation for mandlig birolle | Michael Clarke Duncan |

### 2001Nebula Awards
| Opnåede status | Pris              | Vedkommende person |
| -------------- | ----------------- | ------------------ |
| Nomineret      | Bedste manuskript | Frank Darabont     |

## Trivia
- Ti år før udgivelsen af romanen Den Grønne Mil, viste Amazing Stories en episode med et næsten identisk plot. Episoden hed Livet på Dødsgangen, og omhandler en indsat (spillet af Patrick Swayze), som finder ud af, at han er i besiddelse af overmenneskelige kræfter, og kan genoplive folk. Som myndighederne forsøger at standse den indsattes henrettelse, og verden diskuterer denne beslutning, viser det sig, at de, som er blevet helbredt af ham, nu også selv er i besiddelse af kraften. Episoden blev instrueret af Mich Garris, som siden har filmatiseret flere af Stephen Kings værker.
- I filmens ekstramateriale ser man Stephen King besøge stedet for filmens indspilning, hvorpå han bliver spændt fast til den elektriske stol. Efter et par klip kan man høre King sige „Ok, det er nok. Nu vil jeg ud.“
- Kommentatorer udpegede nogle fælles træk mellem John Coffey og Jesus Kristus. Eksempelvis har begge de samme initialer, hvis man bruger Jesu engelske navn, Jesus Christ. Desuden besad de begge kraften til at helbrede, blev begge henrettet af staten og havde en lille gruppe tilhængere.
- Thomas Newman blev nomineret til to oscars i 1999: en for Den Grønne Mil og en for American Beauty. Han vandt på sidstnævnte.
- I The Simpsons-episoden The Frying Game er der referencer til Den Grønne Mil. Homer bliver kaldt en ‘død mand som går den grønne mil’, og han går forbi en mand som ligner John Coffey. Manden siger „giv mig din hånd, boss“. Da Homer så giver ham hånden, begynder manden at kvæle Homer, mens han råber „Jeg vil dræbe dig! Jeg dræbte en masse mennesker, og nu vil jeg også dræbe dig!“ Da han så giver slip på Homer, samler han en mus op og spørger „Vil du have noget majsbrød? Du kan godt glemme det, for jeg vil dræbe dig!“
- En af bogens karakterer er en vagt ved navn Dean Stanton, tilsyneladende navngivet efter skuespilleren Harry Dean Stanton, som medvirker i filmen – men som en person kaldet Toot-Toot, og ikke som en vagt. Vagten Dean Staton spilles af Barry Pepper.